# Schloss Weilerbach (Eifel)

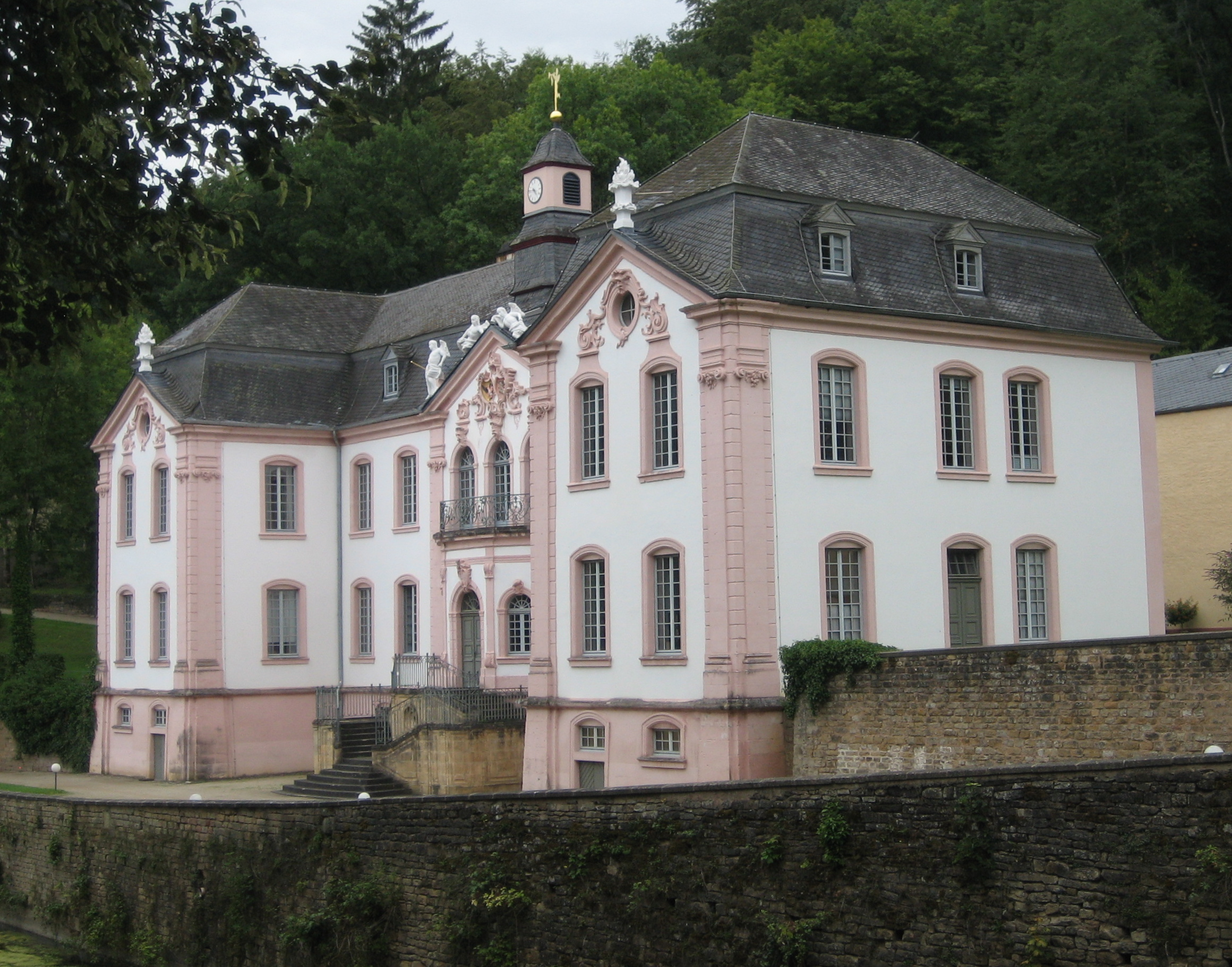
Schloss Weilerbach von Südosten gesehen

Das kleine Schloss Weilerbach steht in der rheinland-pfälzischen Ortsgemeinde Bollendorf im Deutsch-Luxemburgischen Naturpark. Es wurde 1777 bis 1780 durch die Abtei Echternach als Sommerresidenz für ihre Äbte und als Verwaltungsgebäude der auf dem umliegenden Areal beheimateten Weilerbacher Eisenhütte errichtet.
Durch die französische Regierung Ende des 18. Jahrhunderts konfisziert und an einen Privatmann versteigert, wurde das Schloss im Zweiten Weltkrieg stark beschädigt und erst ab 1987 restauriert und wieder instand gesetzt. Heute dienen einige Räumlichkeiten des Schlosses zu kulturellen Zwecken wie zum Beispiel Konzerten, und in einem Nebengebäude sind ein Café sowie ein kleines Museum beheimatet. Die wiederhergestellte barocke Gartenanlage kann unentgeltlich besucht werden.

## Geschichte
Die Benediktinerabtei in Echternach hatte 1762 für 19.570 Franken eine kleine Eisenhütte bei Bollendorf gekauft. Nachdem dort aber eine Vergrößerung der Produktion nicht möglich war, entschloss sich der Echternacher Abt Emmanuel Limpach dazu, in der Zeit von 1777 bis 1779 eine neue, größere Hütte am nahe gelegenen Weilerbach zu errichten. Dem schloss sich bis 1780 der Bau des Schlosses Weilerbach als Sommerresidenz des Abtes und als Verwaltungssitz des Hüttenbetriebs an. Die Pläne dazu fertigte der Tiroler Baumeister Paul Mungenast.
Nachdem 1794 französische Revolutionstruppen das Schloss besetzt und für den französischen Staat konfisziert hatten, wurde es 1797 an den französischen Direktoriumskommissar Nicolas Vincent Légier versteigert. Nach dessen Tod 1827 kam es im gleichen Jahr an Charles-Joseph Collart (1801–1834), der es 1832 an die luxemburgische Industriellenfamilie Servais verkaufte. Die Servais blieben mehr als 150 Jahre Eigentümer und setzten es 1930 umfassend instand.
Während des Zweiten Weltkriegs wurde das Schloss im Zuge der Ardennenoffensive durch Artilleriebeschuss schwer beschädigt und stand in der Folgezeit lange leer. Der Hüttenbetrieb ging noch bis 1958 weiter, wurde dann aber eingestellt. Die zur Hütte gehörigen Gebäude verfielen ab jener Zeit genauso wie der Schlossbau. Ein Notdach, mit dem das Schloss 1961 versehen wurde, verhinderte den vollständigen Ruin. Die Geschossdecken in Inneren des Schlosses und die Treppe waren bereits eingestürzt, lediglich die massiven Wände hatten den Verfall überdauert. 
Nachdem das Schlossareal 1981 als Denkmalzone unter Schutz gestellt worden war, verkaufte es die Familie Servais 1985 an die Gewerbebau- und Treuhand GmbH Trier, die das heruntergekommene Schloss ab 1987 nach denkmalpflegerischen Grundsätzen vollständig restaurieren ließ. Allein die Sanierung der Fassaden kostete 550.000 DM. Nachdem der Landkreis Bitburg-Prüm (heute: Eifelkreis Bitburg-Prüm) die Anlage 1991/1992 gekauft hatte, führte er den Wiederaufbau weiter fort. Bis 1992 war das Schlossgebäude wiederhergestellt, das am 29. Mai des Jahres in einem Festakt feierlich eingeweiht wurde. Bis 1997 schloss sich die Herrichtung des völlig verwilderten Gartens an. Ab 1999 erfolgten dann Sicherungs- und teilweise Wiederaufbauarbeiten an Gebäuderesten der Hüttenanlage sowie die Wiederherstellung des Kanalsystems, die bis 2008 andauerten.

## Heutige Nutzung
Nach mehrjährigem Leerstand wurde im Schloss ein Gesundheitszentrum eingerichtet, dessen Betrieb Ende 2011 jedoch nach knapp zwei Jahren wieder eingestellt wurde. Die noch erhaltenen Nebengebäude sind zum größten Teil vermietet, weshalb eine Innenbesichtigung dieser Gebäude nicht möglich ist. Die Außenanlagen sind aber öffentlich zugänglich.
In der ehemaligen Remise wurde 1997 ein Museumscafé eröffnet, das Produkte ausstellt, die durch die stillgelegte Eisenhütte Weilerbach hergestellt wurden. Daneben ist dort ein Modell der gesamten Schloss- und Hüttenanlage zu sehen, wie sie sich um 1900 darstellte. Außerdem ist es möglich, sich im Schloss standesamtlich trauen zu lassen. Als Räumlichkeiten bietet die Verbandsgemeinde Irrel hierzu den Pavillon im Schlossgarten und den Festsaal im Schlossgebäude an. In letzterem finden auch regelmäßig Konzerte statt.

## Beschreibung
Das Schloss im Stil des Barocks ist von einem 25 Hektar großen Gelände umgeben, in dem sich auch ein Schlossgarten nach französischen Vorbildern befindet.

### Schloss

#### Äußeres
Der Schlossbau ist ein zweigeschossiges Gebäude aus Bruchstein mit hellem Putz und rötlich gestalteten Werksteingliederungen. Er steht auf einem hohen Kellergeschoss und wird von einem Mansarddach abgeschlossen, das von einem kleinen Türmchen mit Uhr bekrönt ist.
An der Südseite des Gebäudes führt eine doppelläufige Freitreppe mit schmiedeeisernem Geländer von 1807 führt zum Portal, das etwas aus der Mittelachse des Gebäudes hervortritt und einen Balkon mit einem Geländer im Stil des Rokokos trägt. Über der Tür findet sich in einer Kartusche die Inschrift „ANNO 1780“, die das Baujahr des Gebäudes angibt. Die Fassungen der Rundbogenfenster im Mittelteil des Gebäudes zeigen als oberen Abschluss in Stein gehauene Fratzen, die wohl den Trübsinn vom Lustschloss fernhalten sollten.
Die Mittelachse des Baus ist durch einen auf ionischen Pilastern ruhenden Dreiecksgiebel in Höhe des Dachgeschosses besonders betont. Er zeigt die von Ranken und Fratzen umfassten Wappen der Familie Limpach sowie der Abtei Echternach und weist damit den Abt Emmanuel Limpach als Bauherrn des Schlosses aus. Der Giebel trägt vier Figuren. Sie wurden dort 2010 installiert und sind Kopien von lange verschollen geglaubten Originalen, deren Torsi in einem Nebengebäude des Schlosses gefunden wurden. Die dreieckige Giebelform findet sich in gleicher Größe auch an den beiden seitlichen Risalitbauten mit Pilastern, die über zwei Geschosse verlaufen. Sie zeigen jedoch keine Wappendarstellungen, sondern besitzen von Ranken umgebene Rundfenster. Auf ihrer Spitze thronen Vasen, aus denen Flammen emporzüngeln.
Die drei übrigen Gebäudeseiten sind im Gegensatz zur Südfassade schmucklos und schlicht gehalten.

Schloss Weilerbach
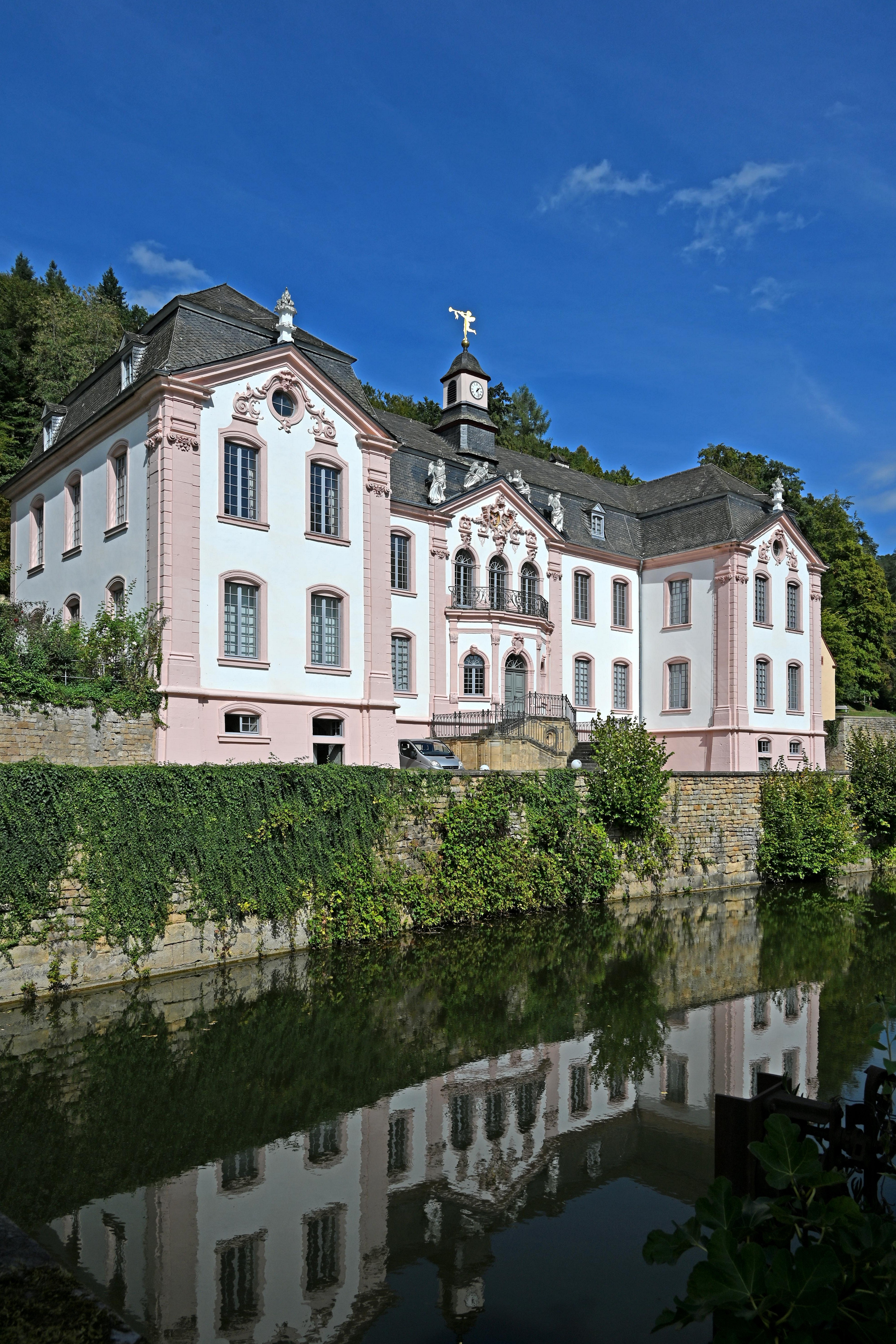
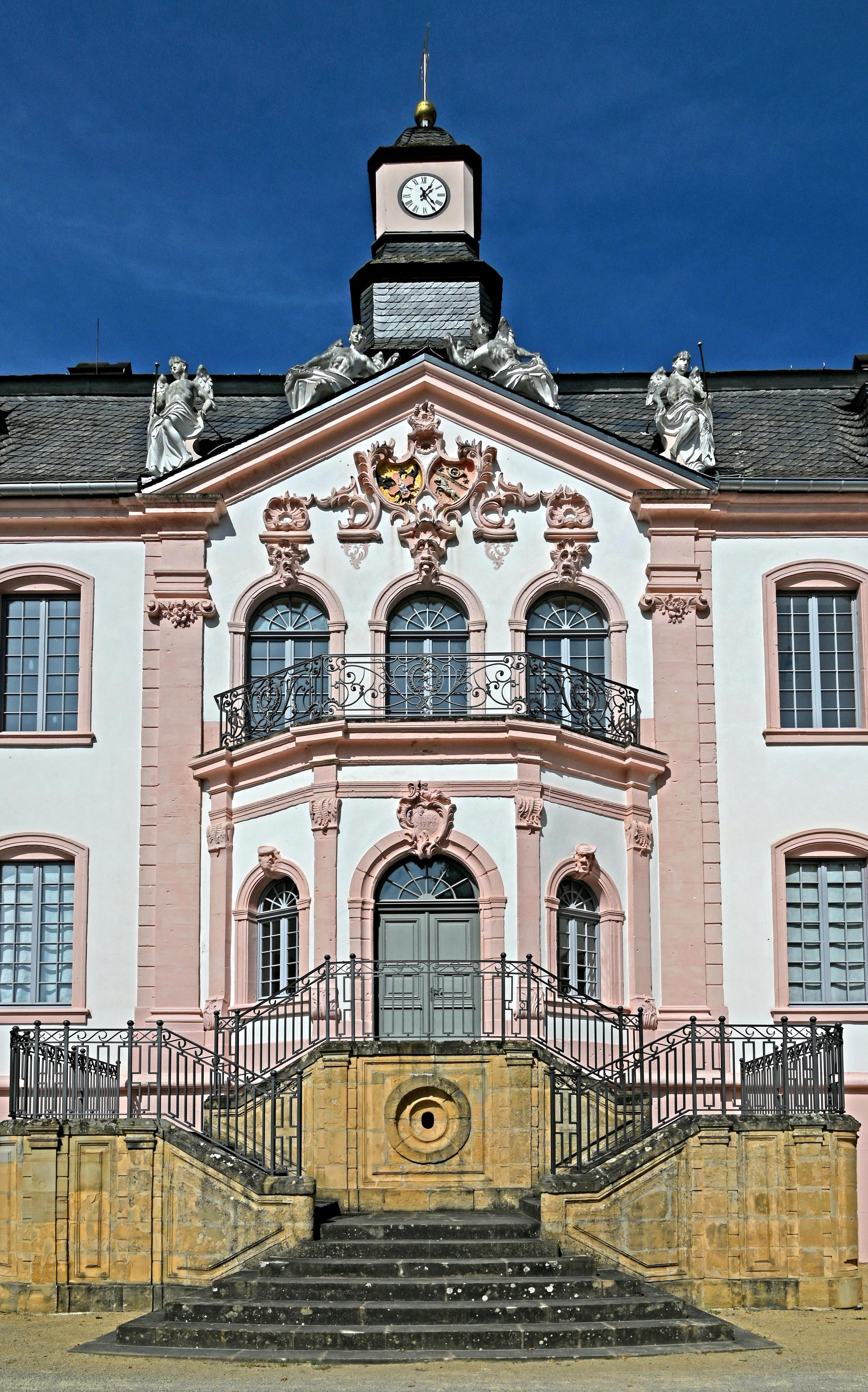
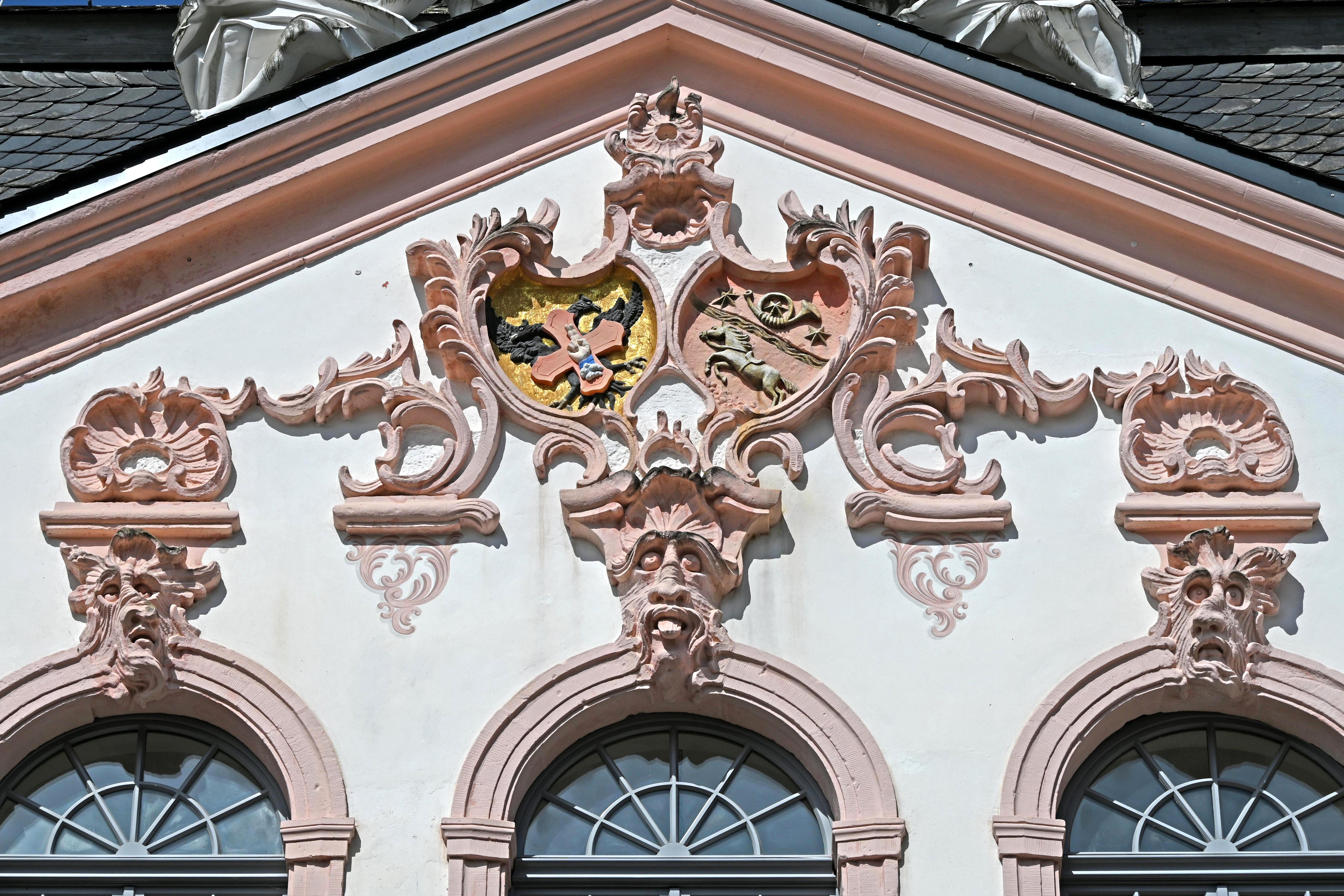
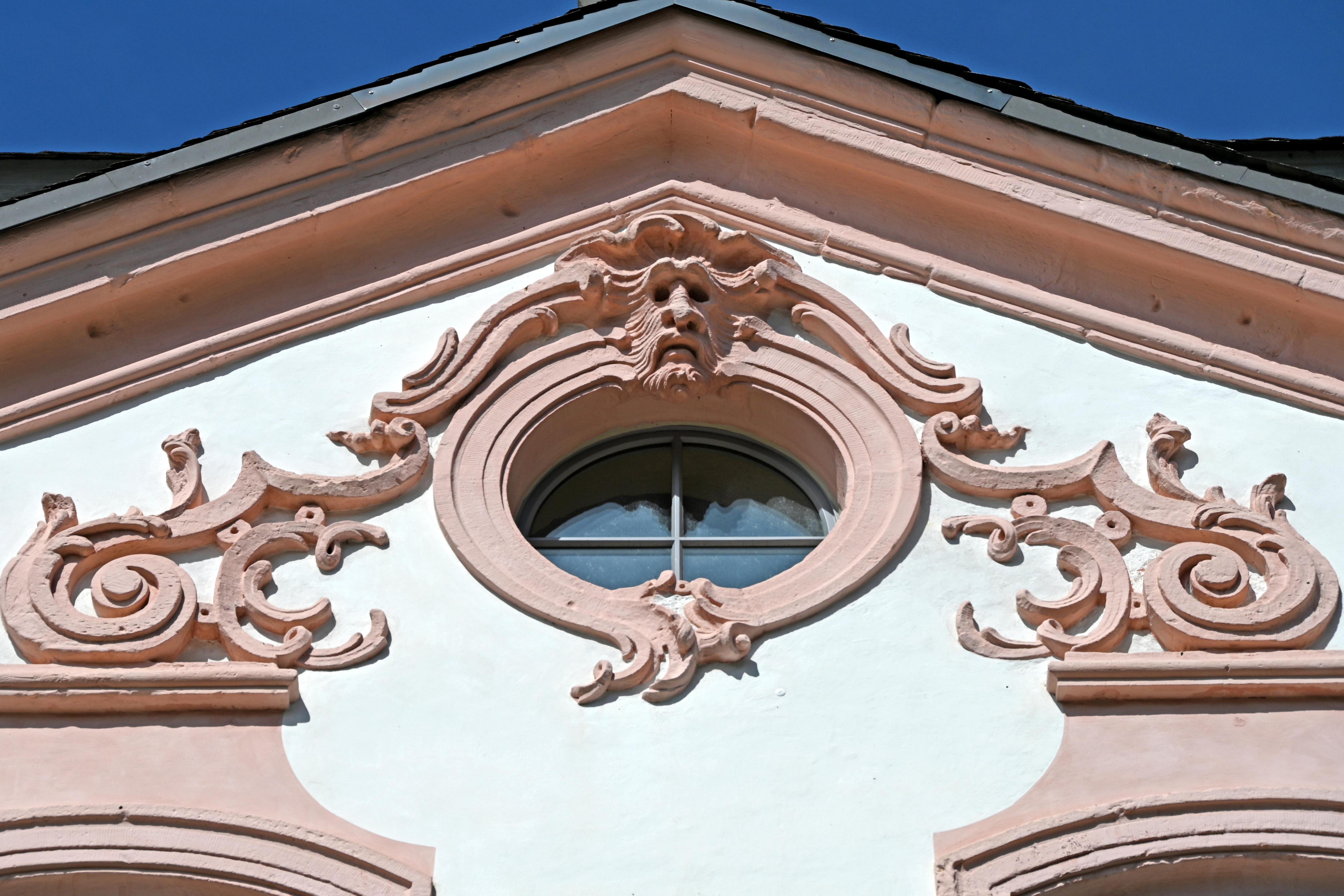
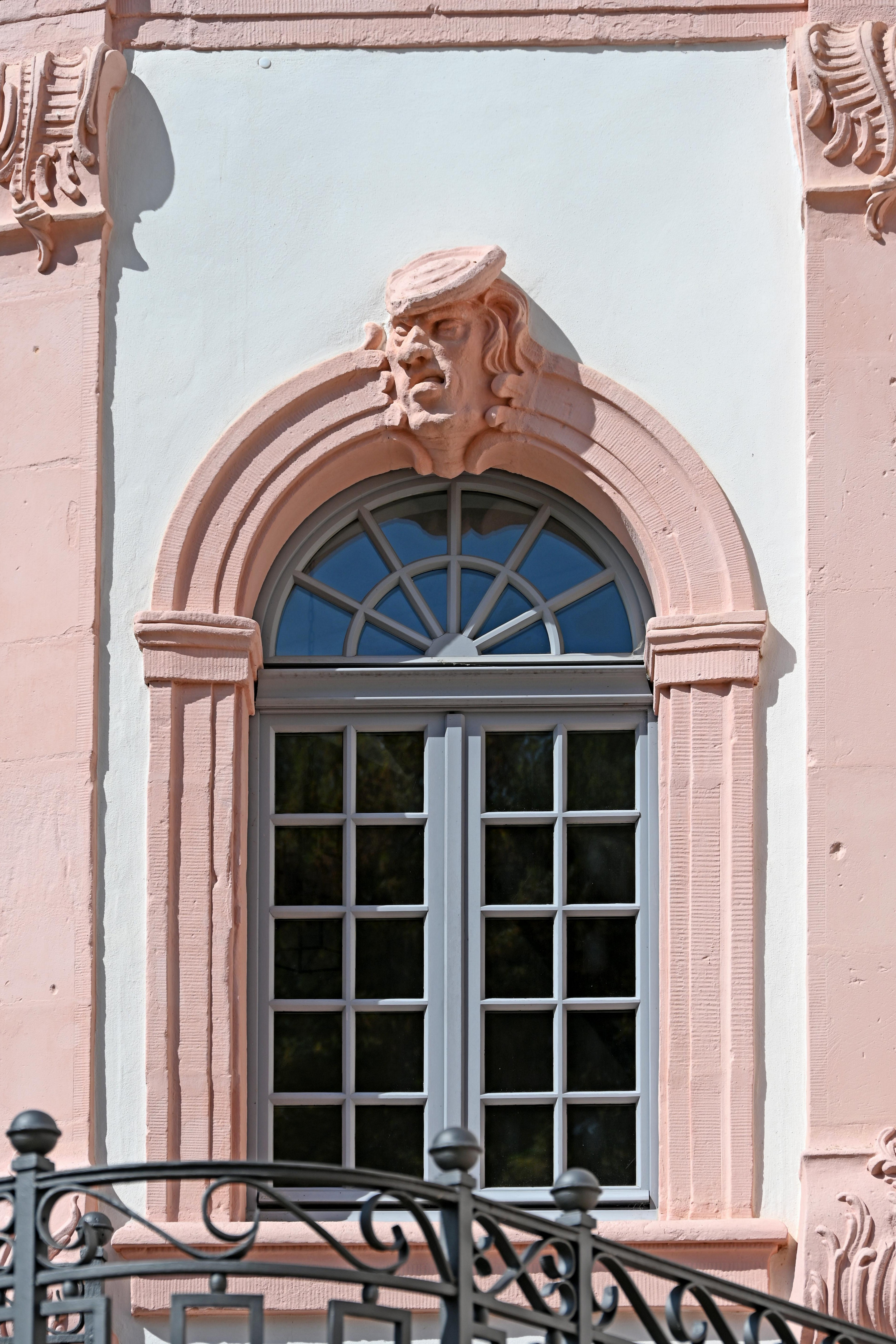
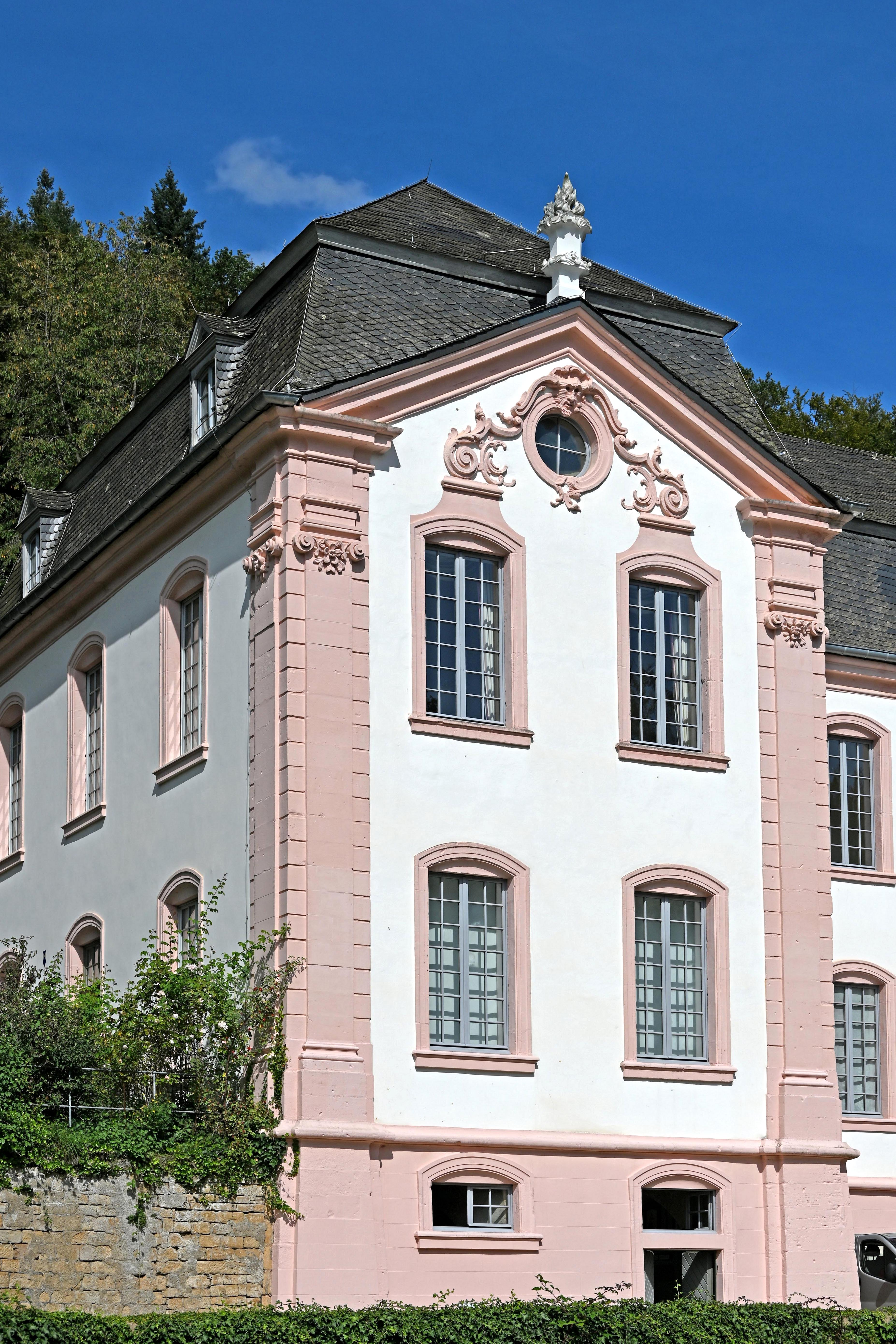

#### Innenräume
Das Innere des Schlossgebäudes ist gerade einmal so tief, dass es eine einzige Reihe nebeneinanderliegender Räume aufnehmen kann, die durch einen im Süden liegenden Korridor betreten werden können. Über das zentrale Treppenhaus mit umlaufender Galerie und neu aufgebauter Sandsteintreppe ist das Obergeschoss erreichbar, in dessen Westteil der große Festsaal liegt. Besonderheit dieses Raumes ist seine aufgemalte Vertäfelung, die aus dem Jahr 1780 stammt und sich in den Nachbarräumen wiederholt. Der heute noch erhaltenen Reste von Stuckverzierungen im Saal stammen aus der Zeit um 1880.
Im Obergeschoss des östlichen Risalits liegt das sogenannte Abtszimmer. Es besitzt eine ornamentale und figürliche Ausmalung aus der Zeit der Schlosserrichtung, die in den 1990er Jahren restauriert wurde. Ein weiterer bemerkenswerter Raum ist die Schlossküche im Erdgeschoss mit monumentalem Kamin und Gewölbedecke.

### Sonstige Gebäude
Südlich des Schlossgebäudes befindet sich das ehemalige Pförtnerhaus aus dem 18. Jahrhundert. Es steht am westlichen Ende eines langgestreckten Wasserbeckens, das ursprünglich als Energiereservoir für die Weilerbacher Hütte diente. Die heutige Fassadendekoration des Gebäudes stammt aus der Zeit um 1880, als das Haus vergrößert wurde.
Nordöstlich des Schlosses steht dessen ehemalige Remise aus dem 18. Jahrhundert. Der zweigeschossige Putzbau besitzt einen beigefarbenen Anstrich und ein pfannengedecktes Satteldach mit kleinen Gauben. Zu den ebenfalls rundum erneuerten Nebengebäuden zählt auch das einstige Verwalterhaus hinter dem Schlossbau.
Östlich des Schlossgebäudes und südlich davon in Hanglage finden sich die Ruinen diverser Gebäude aus dem 19. Jahrhundert, die einst zur Hüttenanlage gehörten, darunter die baulichen Reste von Schneidwerk, Schmelze, Formerei und Schlackenpochwerk.

Sonstige Gebäude Schloss Weilerbach
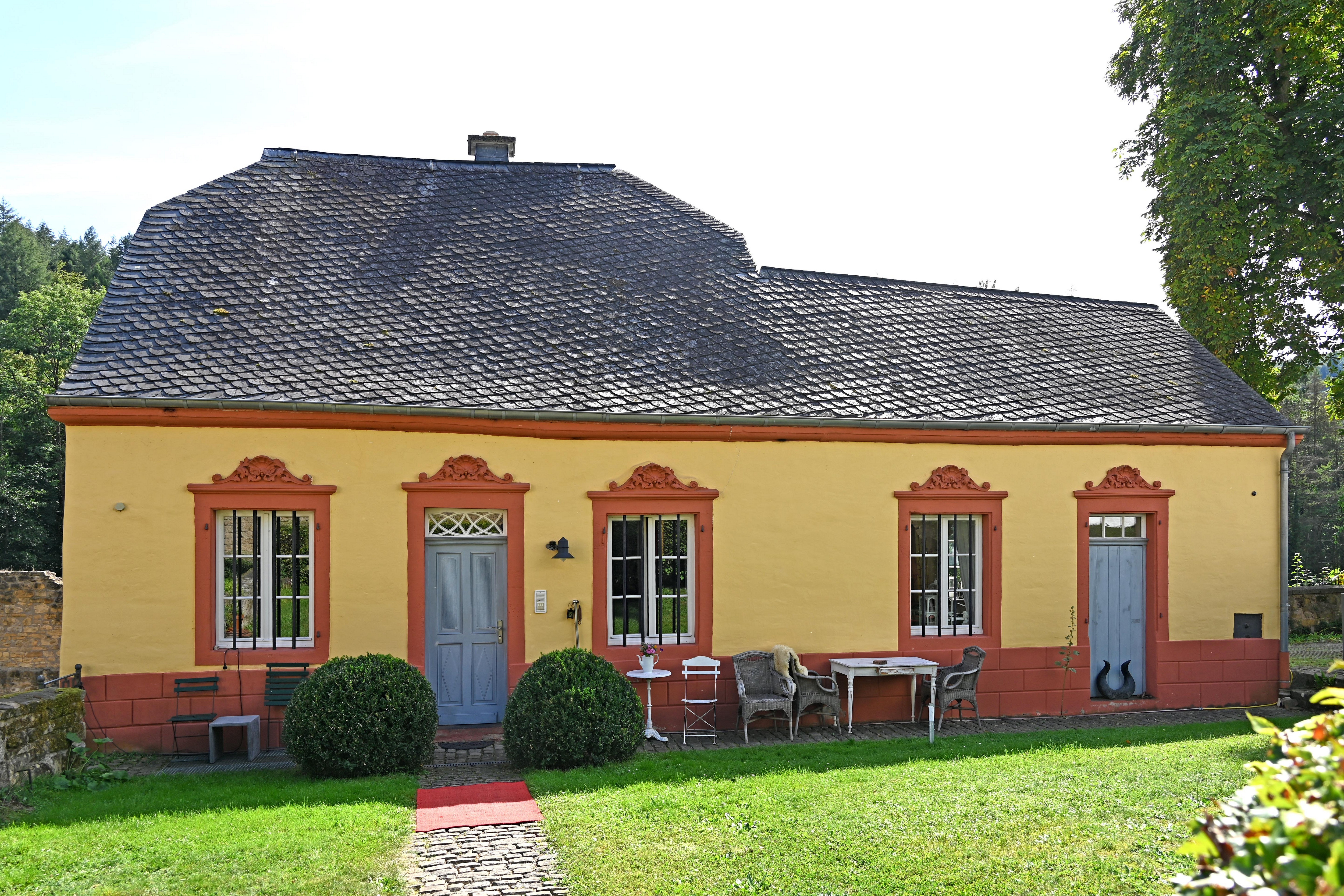
Pförtnerhaus
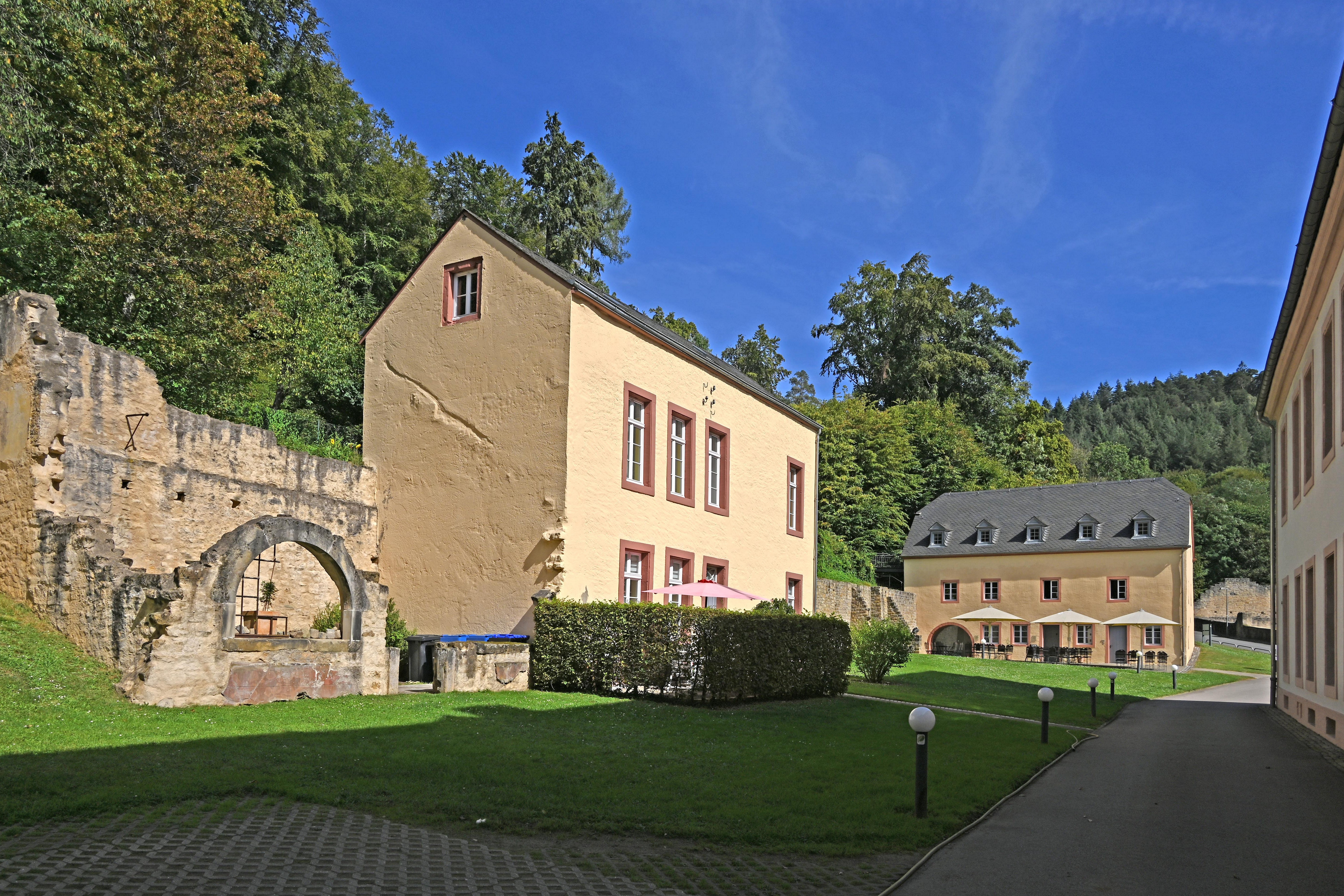
Verwaltungsgebäude und Remise
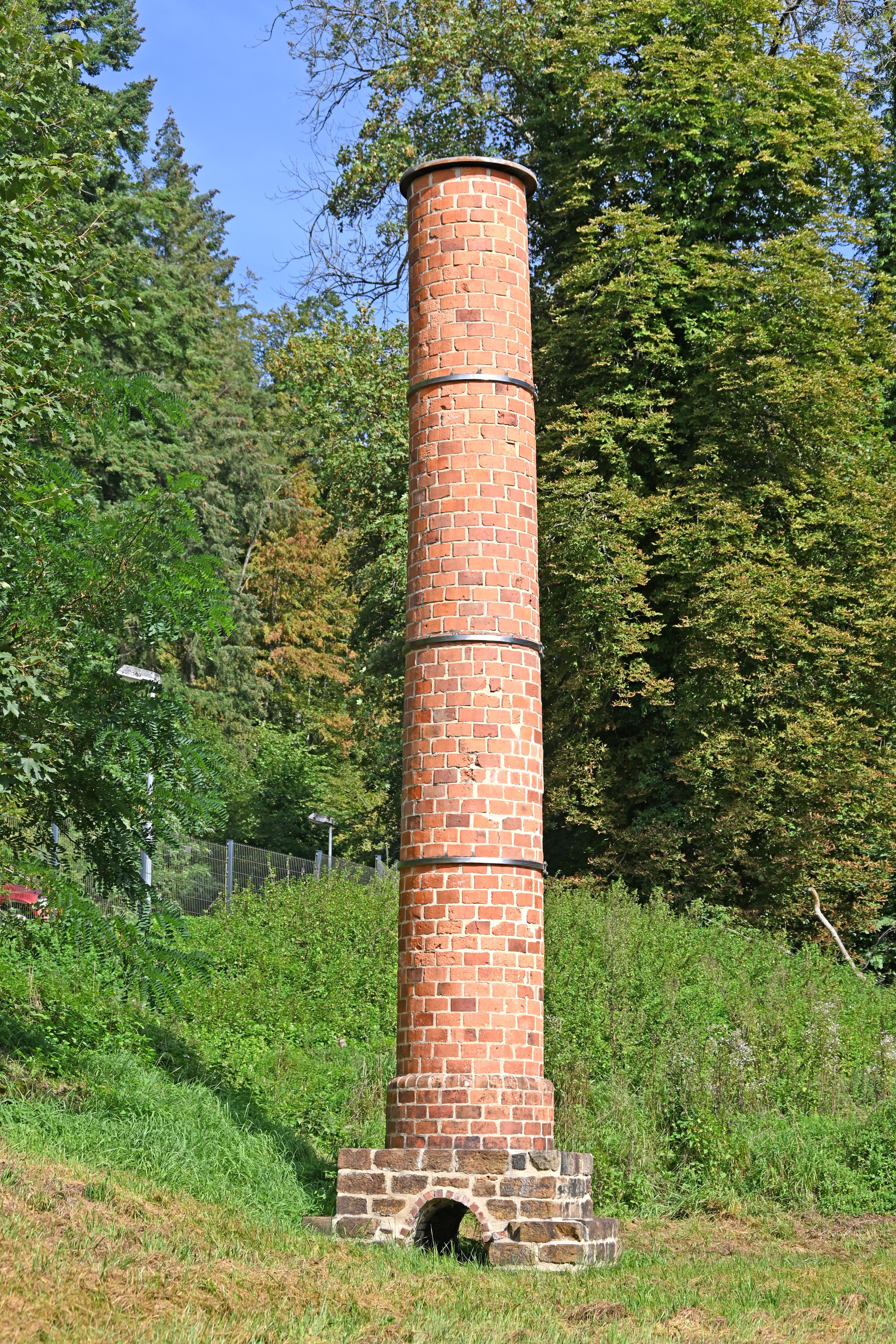
Schornstein
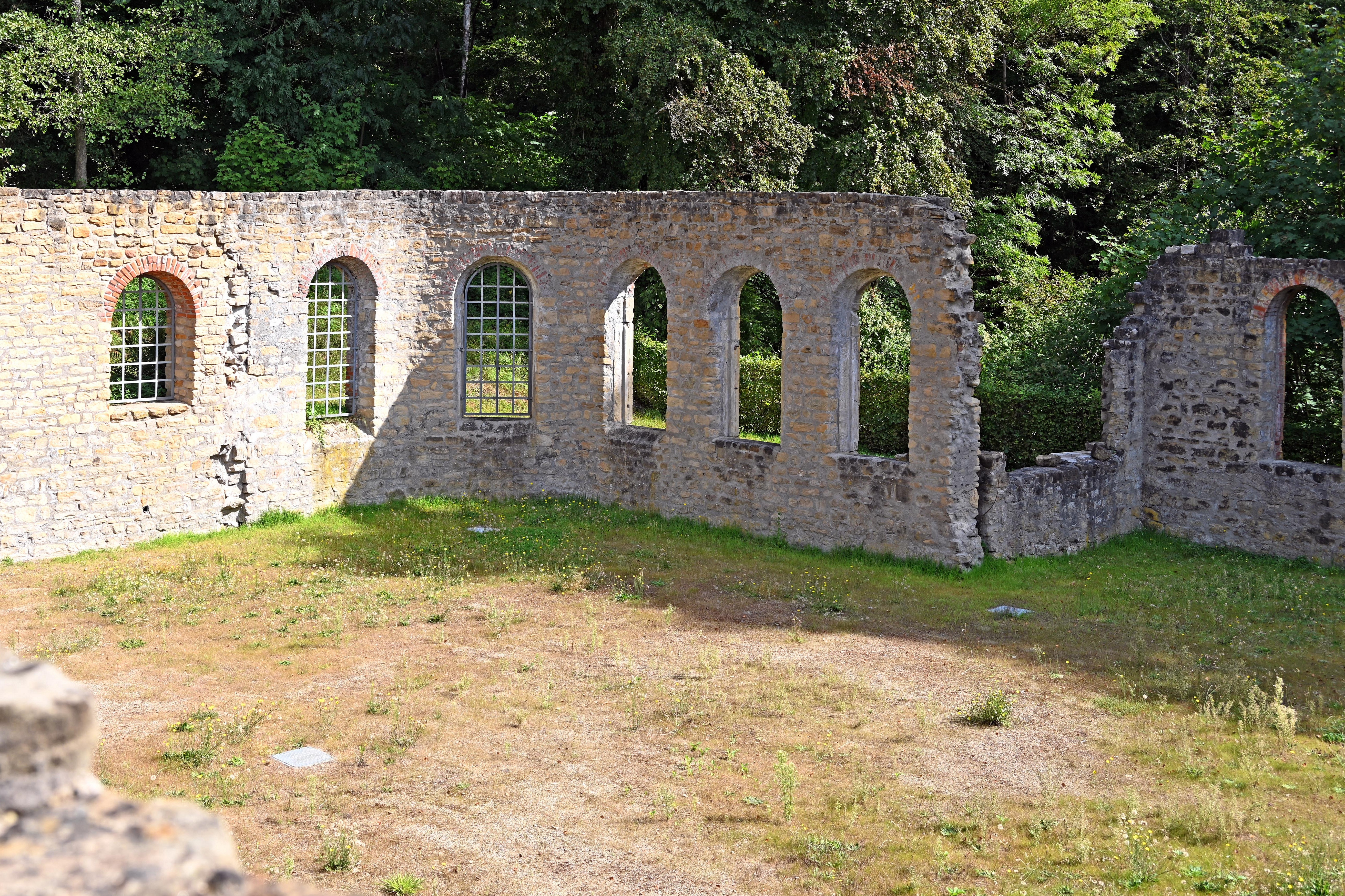
Ruinen der Eisenhütte

### Garten
Südwestlich des Schlosses schließt sich ein rechteckiger Barockgarten an, dessen streng symmetrisch gegliederte Parterrefläche eine Größe von 127 × 75 Metern besitzt. Auf der niedrigen Mauer, von welcher der Garten eingefasst ist, stehen Vasenskulpturen. Drei Brunnen befinden sich in der von einem Weg gebildeten Mittelachse, die vom Schlossgebäude geradlinig auf ein Pavillongebäude zuläuft. Dieses besitzt zwar einen rechteckigen Grundriss, im Inneren weist der einzige Raum jedoch einen ovalen Grundriss auf. In dessen „Ecken“ finden sich Schranknischen und Treppen, die in den Keller und in den Dachraum führen. Die äußere Gestaltung des kleinen, unterkellerten Baus ähnelt stark der des Schlossgebäudes an dessen südlicher Seite: Er steht auf einem hohen Sockel und besitzt einen Dreiecksgiebel in der Mittelachse sowie Pilaster an den Gebäudeecken. Sein rundbogiger Eingang wird von zwei Malereien in Trompe-l’œil-Technik flankiert, die Fenster vortäuschen. Bei der Restaurierung des Pavillons im Jahr 1993 wurden in seinem Inneren die spätbarocke Ausmalung sowie Wandgliederungen mit ionischen Pilastern und Festons wiederhergestellt.
An der nordwestlichen Seite des Gartenparterres schließen sich drei höher gelegene Terrassenebenen an, auf denen früher Wein angebaut wurde. Die oberste Ebene ist Standort eines kleinen Brunnenhauses, dessen Fassadenbemalung in den Farben Ocker und Türkis bei Restaurierungsarbeiten 1994 rekonstruiert wurde. Sie zeigt unter anderem ein vertikales Bossenwerk, Eckpilaster und Vasen.

Barockgarten Schloss Weilerbach
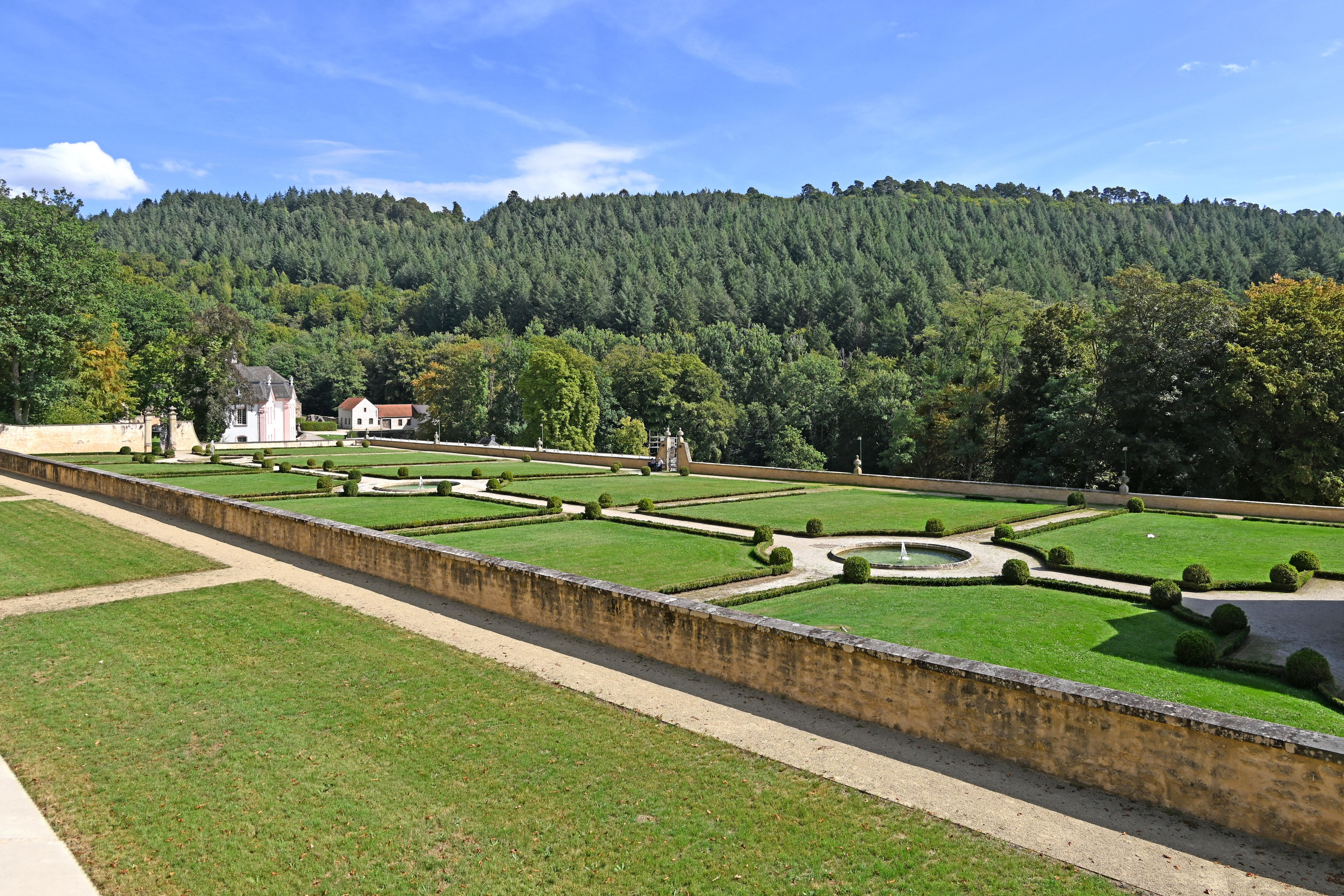
Parkanlage
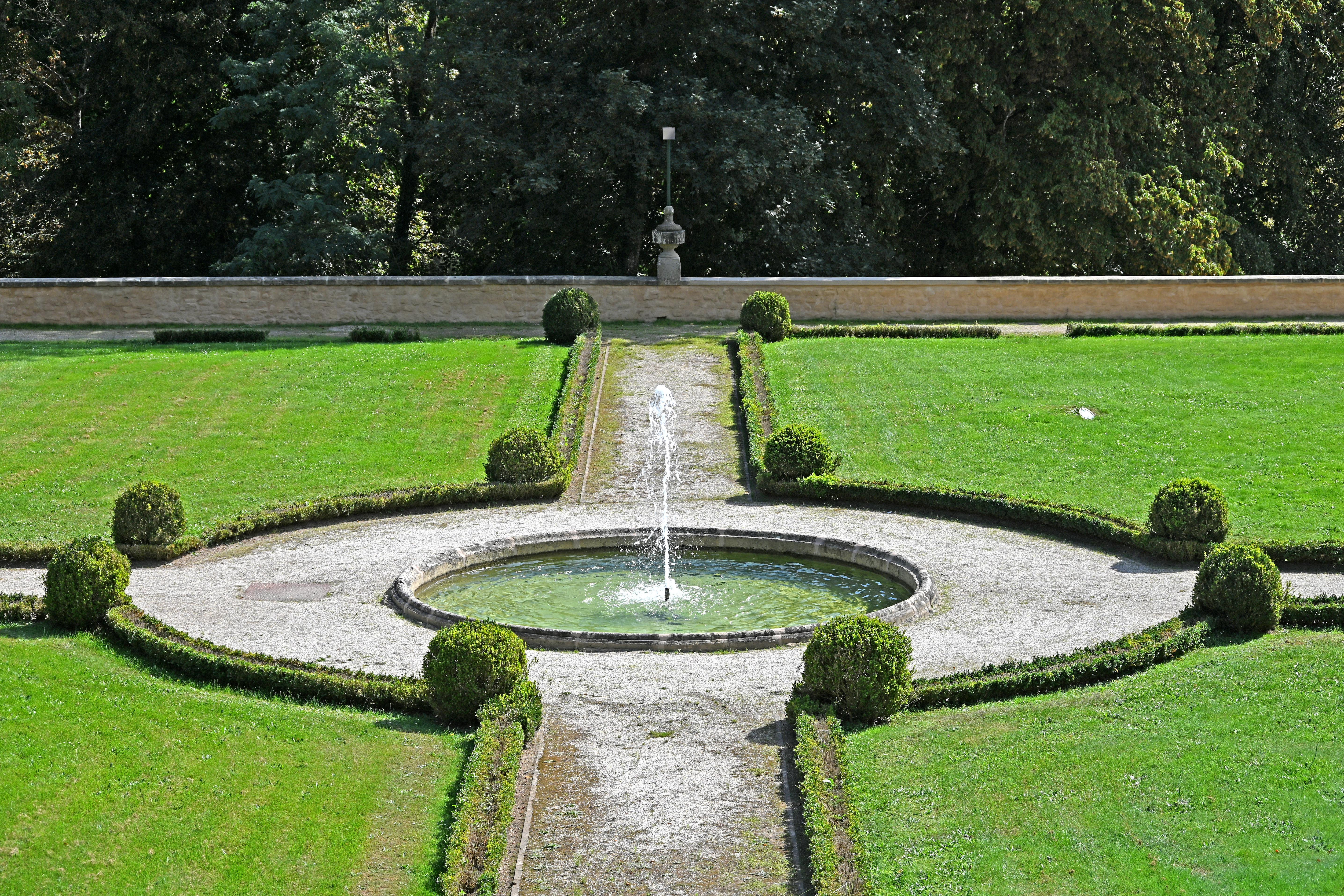
Springbrunnen
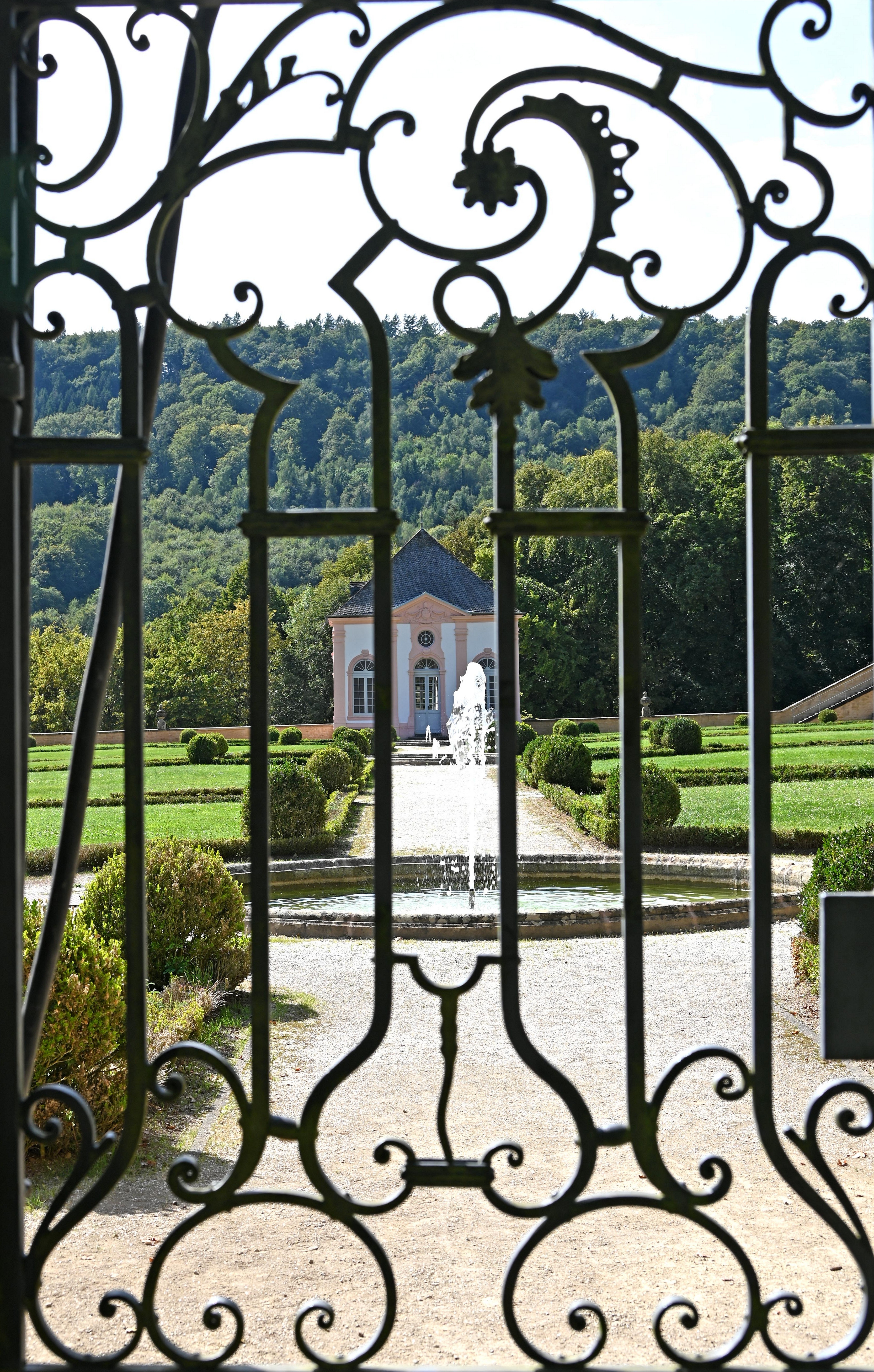
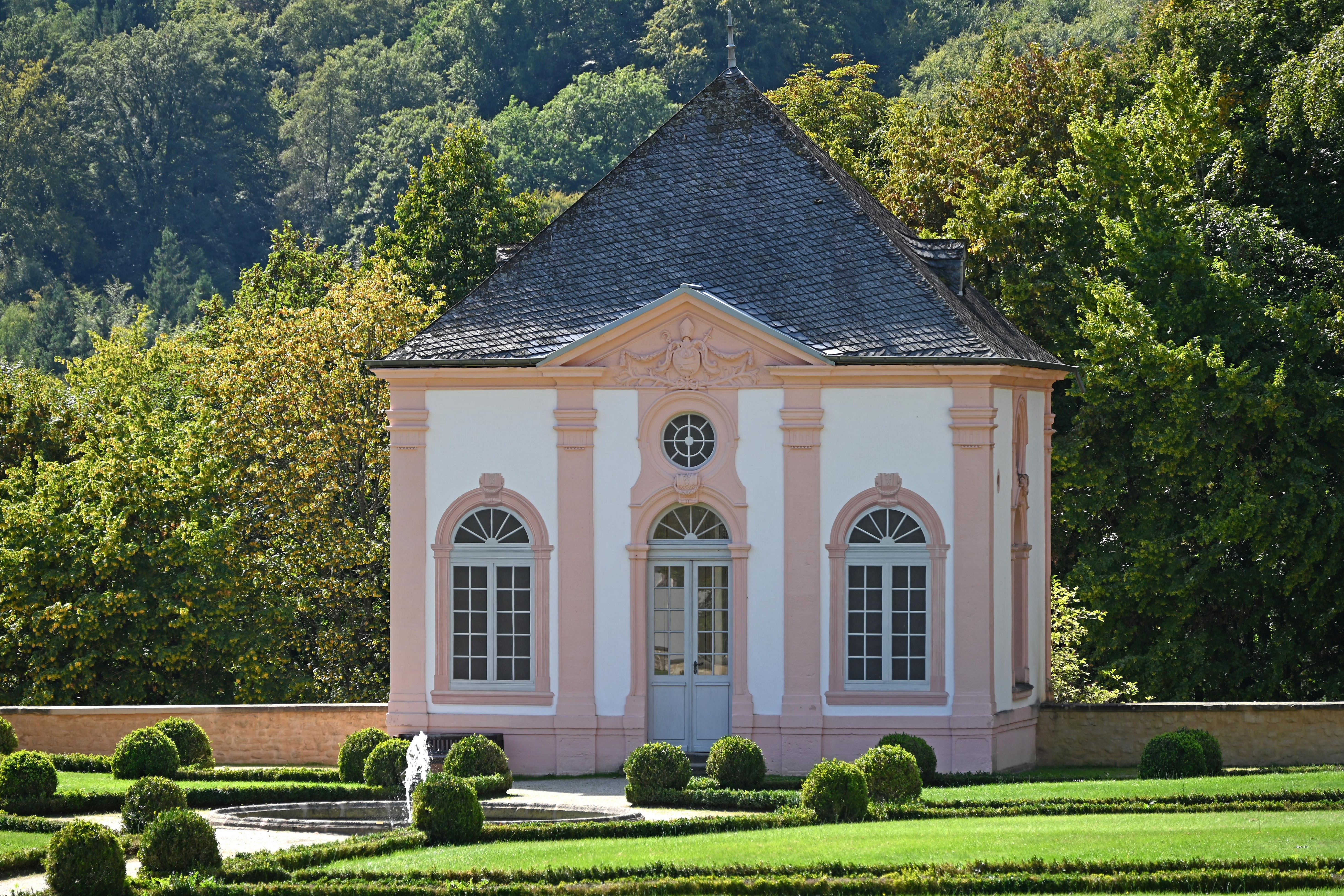
Pavillon
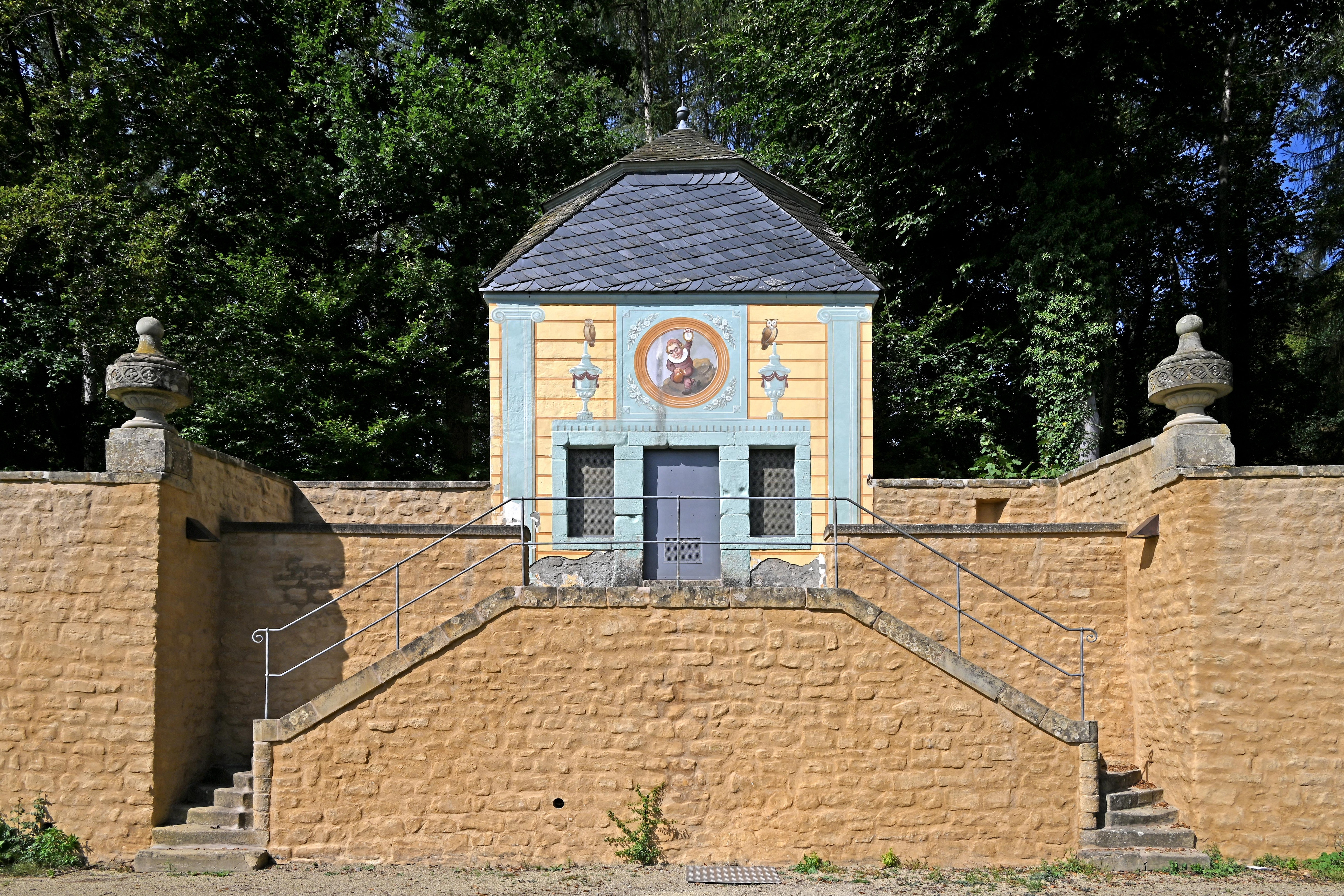
Brunnenhaus

Unterhalb der südwestlichen Gartenmauer fällt das Gelände steil zur Bollendorferstraße und zur Sauer ab. In diesem Gebiet kam es vom 5. Februar 1945 bis zum 9. Februar zu einem hart umkämpften Kampf zwischen amerikanischen Truppen, die den damals überfluteten Fluss unter schwerem Beschuss der verteidigenden Deutschen von Schloß Weilerbach überquerten. Ein deutscher Bunker existiert noch, obwohl seine Form überwuchert und sein Beton verfallen ist.